# Dhaba

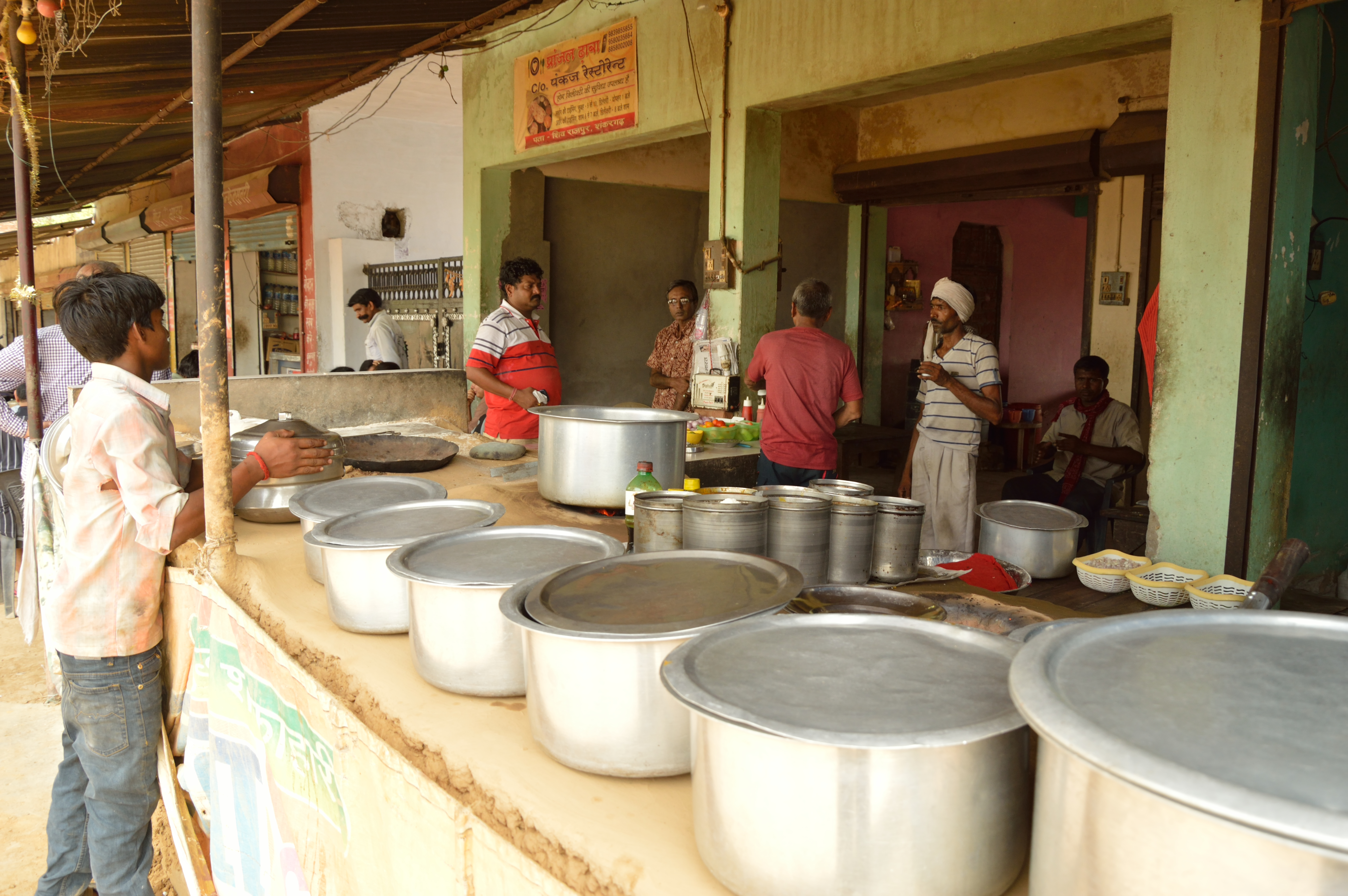
Ein Dhaba auf dem National Highway 27 unweit von Prayagraj.

Ein Dhaba bzw. Punjabi dhaba ist ein Imbissstand mit Angeboten aus der lokalen Küche auf dem indischen Subkontinent.

Werbung eines Punjabi Dhaba im Norden Indiens nahe Chandigarh.

Obwohl keine gesicherten Belege über die ersten Punjabi-Dhabas zu existieren scheinen, ist anzunehmen, dass solche Schnellrestaurants zuerst entlang der Grand Trunk Road entstanden, die von Peshawar im Punjab (jetzt in Pakistan) über Amritsar und Delhi nach Kalkutta führt.
Diese zeichneten sich durch Charpais aus, die beim Essen als Sitzmöglichkeit genutzt wurden. Über die Breite des Charpai wurde ein Holzbrett gelegt, auf das das Geschirr gestellt werden sollte. Im Laufe der Zeit wurden diese durch Tische ersetzt.
Da der Imbiss auch in Indien zur Gewohnheit für viele Menschen geworden ist, wird das Wort „Dhaba“ mittlerweile auch von urbanen und ausländischen Restaurants in Anspruch genommen, die von sich behaupten das lokale indisch-pakistanisches Essen der Punjabis zu servieren.